# Branquiòpodes
|  | No s'ha de confondre amb Braquiòpodes o Braquiopoïdeus. |

Els  branquiòpodes (Branchiopoda, gr. 'brànquies als peus') són una classe de crustacis fonamentalment d'aigua dolça amb una forma semblant a una gamba petita. Es tracta d'un grup bastant heterogeni amb unes 900 espècies descrites i algunes són conegudes perquè s'han comercialitzat com aliment per aquaris, com són exemplars dels gèneres Artemia i Daphnia.
Els branquiòpodes, malgrat la similitud fonètica, no s'haurien de confondre amb els braquiòpodes.

## Descripció i morfologia
Són animals de mida petita a mitjana, i la seva principal característica són els apèndixs posteriors a la regió cefàlica que tenen forma de làmina, i que es divideixen en diferents lòbuls, amb una petita làmina branquial en la seva part més externa. Són principalment d'aigua dolça, però també existeixen algunes espècies en aigües marines.
Una característica molt particular de molts branquiòpodes és la de nedar amb el dors cap a baix, és a dir, amb el cos invertit. També fan servir els apèndixs movent-los d'enrere cap endavant, per provocar un corrent d'aigua cap a la boca, corrent que conté les partícules microscòpiques que són el seu aliment.
En la major part dels branquiòpodes el desenvolupament s'inicia amb una larva naupli, arribant a la forma adulta a través de diversos canvis. Tanmateix en el grup dels cladòcers el desenvolupament és directe. Tenen sexes separats i poden alternar la reproducció sexual amb la reproducció partenogenètica, un tipus de reproducció en la qual només intervenen les femelles.

## Sistemàtica
La classe dels branquiòpodes es divideix en dues subclasses i tres ordres:
- Subclasse Sarsostraca Tasch, 1969
  - Ordre Anostraca Sars, 1867

- Subclasse Phyllopoda Preuss, 1951
  - Ordre Notostraca G. O. Sars, 1867
  - Ordre Diplostraca Gerstaecker, 1866

En classificacions anteriors el superordre Diplostraca estava format per dos ordres, Conchostraca i Cladocera. Segons dades més recents, aquesta taxonomia sembla en part artificial, com a mínim en el seu estat present, i alguns dels seus membres tenen un origen parafilètic dins del Diplostraca. Per aquesta raó, l'ordre Conchostraca ja no s'utilitza i els Cladocera es consideren un subordre dins l'ordre Diplostraca.